# Centrali elettronucleari in Cina
Al 30 settembre 2024, la capacità installata operativa totale cinese è di 58.218 MWe.
Da gennaio a settembre 2024, l'energia prodotta dalle centrali nucleari è di 327,809 miliardi di kW, pari al 4,65% dell'energia elettrica totale prodotta nel paese (era l'1,8% nel 2011). Il tasso di utilizzo medio delle apparecchiature nucleari è dell'89,08%.
A titolo comparativo, nell'ottobre 2010, risultavano in servizio attivo soli 13 reattori ripartiti in 4 centrali elettronucleari.

## Operativi
Aggiornamento: dicembre 2024
| Reattori operativi                            |                            |                    |           |                    |                         |                        |                        |
| #                                             | Centrale                   | Potenza netta (MW) | Tipologia | Inizio costruzione | Allacciamento alla rete | Produzione commerciale | Dismissione (prevista) |
| 1                                             | CEFR                       | 20                 | BN-20     | 10 maggio 2000     | 21 luglio 2011          | N.D.                   |                        |
| 2                                             | Changjiang (Reattore 1)    | 601                | CNP600    | 25 aprile 2010     | 7 novembre 2015         | 25 dicembre 2015       |                        |
| 3                                             | Changjiang (Reattore 2)    | 601                | CNP600    | 21 novembre 2010   | 20 giugno 2016          | 12 agosto 2016         |                        |
| 4                                             | Fangchenggang (Reattore 1) | 1000               | CPR1000   | 30 luglio 2010     | 25 ottobre 2015         | 1 gennaio 2016         |                        |
| 5                                             | Fangchenggang (Reattore 2) | 1000               | CPR1000   | 23 dicembre 2010   | 15 luglio 2016          | 1 ottobre 2016         |                        |
| 6                                             | Fangjiashan (Reattore 1)   | 1012               | CPR1000   | 26 dicembre 2008   | 4 novembre 2014         | 12 gennaio 2015        |                        |
| 7                                             | Fangjiashan (Reattore 2)   | 1012               | CPR1000   | 17 luglio 2009     | 15 dicembre 2014        | 12 febbraio 2015       |                        |
| 8                                             | Fuqing (Reattore 1)        | 1000               | CNP1000   | 26 dicembre 2008   | 20 agosto 2014          | 22 novembre 2014       |                        |
| 9                                             | Fuqing (Reattore 2)        | 1000               | CNP1000   | 17 luglio 2009     | 6 agosto 2015           | 16 ottobre 2015        |                        |
| 10                                            | Fuqing (Reattore 3)        | 1000               | CNP1000   | 31 dicembre 2010   | 7 settembre 2016        | 24 ottobre 2016        |                        |
| 11                                            | Fuqing (Reattore 4)        | 1000               | CNP1000   | 17 novembre 2012   | 29 luglio 2017          | 17 settembre 2017      |                        |
| 12                                            | Fuqing (Reattore 5)        | 1000               | Hualong 1 | 7 maggio 2015      | 21 ottobre 2020         | 27 novembre 2020       |                        |
| 13                                            | Guangdong (Reattore 1)     | 944                | PWR       | 7 agosto 1987      | 31 agosto 1993          | 1º febbraio 1994       |                        |
| 14                                            | Guangdong (Reattore 2)     | 944                | PWR       | 7 aprile 1988      | 7 febbraio 1994         | 7 maggio 1994          |                        |
| 15                                            | Haiyang (Reattore 1)       | 1170               | AP1000    | 24 settembre 2009  | 17 agosto 2018          | 17 agosto 2018         |                        |
| 16                                            | Haiyang (Reattore 2)       | 1170               | AP1000    | 21 giugno 2010     | 29 settembre 2018       | 13 ottobre 2018        |                        |
| 17                                            | Hongyanhe (Reattore 1)     | 1061               | CPR1000   | 18 agosto 2007     | 17 febbraio 2013        | 7 giugno 2013          |                        |
| 18                                            | Hongyanhe (Reattore 2)     | 1061               | CPR1000   | 28 marzo 2008      | 23 novembre 2013        | 13 maggio 2014         |                        |
| 19                                            | Hongyanhe (Reattore 3)     | 1061               | CPR1000   | 7 marzo 2009       | 23 marzo 2015           | 16 agosto 2015         |                        |
| 20                                            | Hongyanhe (Reattore 4)     | 1061               | CPR1000   | 15 agosto 2009     | 1 aprile 2016           | 19 settembre 2016      |                        |
| 21                                            | Hongyanhe (Reattore 5)     | 1061               | ACPR      | 29 marzo 2015      | 25 giugno 2021          | 25 giugno 2021         |                        |
| 22                                            | Ling Ao (Reattore I-1)     | 950                | PWR       | 15 maggio 1997     | 26 febbraio 2002        | 28 maggio 2002         |                        |
| 23                                            | Ling Ao (Reattore I-2)     | 950                | PWR       | 28 novembre 1997   | 15 dicembre 2002        | 8 gennaio 2003         |                        |
| 24                                            | Ling Ao (Reattore II-1)    | 1007               | CPR1000   | 15 dicembre 2005   | 15 luglio 2010          | 20 settembre 2010      |                        |
| 25                                            | Ling Ao (Reattore II-1)    | 1007               | CPR1000   | 15 giugno 2006     | 3 maggio 2011           | 7 agosto 2011          |                        |
| 26                                            | Ningde (Reattore 1)        | 1018               | CPR1000   | 18 febbraio 2008   | 28 dicembre 2012        | 15 aprile 2013         |                        |
| 27                                            | Ningde (Reattore 2)        | 1018               | CPR1000   | 12 novembre 2008   | 4 gennaio 2014          | 4 maggio 2014          |                        |
| 28                                            | Ningde (Reattore 3)        | 1018               | CPR1000   | 8 gennaio 2010     | 21 marzo 2015           | 10 giugno 2015         |                        |
| 29                                            | Ningde (Reattore 4)        | 1018               | CPR1000   | 29 settembre 2010  | 29 marzo 2016           | 21 luglio 2016         |                        |
| 30                                            | Qinshan (Reattore I)       | 308                | PWR       | 20 marzo 1985      | 15 dicembre 1991        | 1º aprile 1994         |                        |
| 31                                            | Qinshan (Reattore II-1)    | 610                | CNP600    | 2 giugno 1996      | 6 febbraio 2002         | 18 aprile 2002         |                        |
| 32                                            | Qinshan (Reattore II-2)    | 610                | CNP600    | 1º aprile 1997     | 11 marzo 2004           | 3 maggio 2004          |                        |
| 33                                            | Qinshan (Reattore II-3)    | 619                | CNP600    | 28 marzo 2006      | 1º agosto 2010          | 21 ottobre 2010        |                        |
| 34                                            | Qinshan (Reattore II-4)    | 619                | CNP600    | 28 gennaio 2007    | 25 novembre 2011        | 30 dicembre 2011       |                        |
| 35                                            | Qinshan (Reattore III-1)   | 677                | CANDU     | 6 giugno 1998      | 19 novembre 2002        | 31 dicembre 2002       |                        |
| 36                                            | Qinshan (Reattore III-2)   | 677                | CANDU     | 25 settembre 1998  | 12 giugno 2003          | 24 luglio 2003         |                        |
| 37                                            | Sanmen (Reattore 1)        | 1157               | AP1000    | 19 aprile 2009     | 30 giugno 2018          | 30 giugno 2018         |                        |
| 38                                            | Sanmen (Reattore 2)        | 1157               | AP1000    | 17 dicembre 2009   | 24 agosto 2018          | 24 agosto 2018         |                        |
| 39                                            | Taishan (Reattore 1)       | 1660               | EPR       | 28 ottobre 2009    | 29 giugno 2018          | 29 giugno 2018         |                        |
| 40                                            | Taishan (Reattore 2)       | 1660               | EPR       | 15 aprile 2010     | 23 giugno 2019          | 23 giugno 2019         |                        |
| 41                                            | Tianwan (Reattore 1)       | 990                | VVER1000  | 20 dicembre 1999   | 12 maggio 2006          | 17 maggio 2007         |                        |
| 42                                            | Tianwan (Reattore 2)       | 990                | VVER1000  | 20 ottobre 2000    | 14 maggio 2007          | 16 agosto 2007         |                        |
| 43                                            | Tianwan (Reattore 3)       | 1045               | VVER1000  | 27 dicembre 2012   | 30 dicembre 2017        | 30 dicembre 2017       |                        |
| 44                                            | Tianwan (Reattore 4)       | 1045               | VVER1000  | 27 settembre 2013  | 27 ottobre 2018         | 27 settembre 2018      |                        |
| 45                                            | Tianwan (Reattore 5)       | 1000               | CNP1000   | 27 dicembre 2015   | 8 agosto 2020           | 8 agosto 2020          |                        |
| 46                                            | Tianwan (Reattore 6)       | 1000               | CNP1000   | 7 settembre 2016   | 11 maggio 2021          | 11 maggio 2021         |                        |
| 47                                            | Yangjiang (Reattore 1)     | 1000               | CPR1000   | 16 dicembre 2008   | 31 dicembre 2013        | 25 marzo 2014          |                        |
| 48                                            | Yangjiang (Reattore 2)     | 1000               | CPR1000   | 4 giugno 2009      | 10 marzo 2015           | 5 giugno 2015          |                        |
| 49                                            | Yangjiang (Reattore 3)     | 1000               | CPR1000   | 15 novembre 2010   | 18 ottobre 2015         | 1 gennaio 2016         |                        |
| 50                                            | Yangjiang (Reattore 4)     | 1000               | CPR1000   | 17 novembre 2012   | 8 gennaio 2017          | 15 marzo 2017          |                        |
| 51                                            | Yangjiang (Reattore 5)     | 1000               | ACPR      | 18 settembre 2013  | 24 maggio 2018          | 23 maggio 2018         |                        |
| 52                                            | Yangjiang (Reattore 6)     | 1000               | ACPR      | 23 dicembre 2013   | 29 giugno 2019          | 29 giugno 2019         |                        |
| 53                                            | Fangchenggang (Reattore 3) | 1000               | HPR1000   | 24 dicembre 2015   | 2020                    | 10 gennaio 2023        |                        |
| 54                                            | Fangchenggang (Reattore 4) | 1000               | HPR1000   | 23 dicembre 2016   | 2021                    | 9 aprile 2024          |                        |
| 55                                            | Fuqing (Reattore 6)        | 1000               | Hualong 1 | 22 dicembre 2015   | 2021                    | 1 gennaio 2022         |                        |
| 56                                            | Hongyanhe (Reattore 6)     | 1061               | ACPR      | 24 luglio 2015     | 2020                    | 2 maggio 2022          |                        |
| Totale: 56 reattori per complessivi 58.213 MW |                            |                    |           |                    |                         |                        |                        |

## In costruzione
Aggiornamento: dicembre 2024
| Reattori in costruzione                       |                                 |                    |           |                    |                                    |                                   |                  |
| #                                             | Centrale                        | Potenza netta (MW) | Tipologia | Inizio costruzione | Allacciamento alla rete (previsto) | Produzione commerciale (previsto) | Costo (previsto) |
| 1                                             | Changjiang (Reattore 3)         | 1000               | Hualong 1 | 31 marzo 2021      | 2026                               | 2026                              |                  |
| 2                                             | Sanaocun (Reattore 1)           | 1117               | Hualong 1 | 30 dicembre 2020   | 2025                               | 2025                              |                  |
| 3                                             | Shidaowan (HTR-PM) (Reattore 1) | 200                | HTR-PM    | 21 dicembre 2012   | 2016                               | 2016                              |                  |
| 4                                             | Shidaowan (PWR) (Reattore 1)    | 1400               | CAP1400   | 19 giugno 2019     | 2024                               | 2024                              |                  |
| 5                                             | Shidaowan (PWR) (Reattore 2)    | 1400               | CAP1400   | 21 aprile 2020     | 2025                               | 2025                              |                  |
| 6                                             | Taipingling (Reattore 1)        | 1116               | HPR1000   | 26 dicembre 2019   | 2024                               | 2024                              |                  |
| 7                                             | Taipingling (Reattore 2)        | 1116               | HPR1000   | 15 ottobre 2020    | 2025                               | 2025                              |                  |
| 8                                             | Tianwan (Reattore 7)            | 1200               | VVER1200  | 19 maggio 2021     | 2026                               | 2026                              |                  |
| 9                                             | Xiapu (FBR) (Reattore 1)        | 642                | CFR600    | 29 dicembre 2017   | 2023                               | 2023                              |                  |
| 10                                            | Xiapu (FBR) (Reattore 2)        | 642                | CFR600    | 27 dicembre 2020   | 2026                               | 2026                              |                  |
| 11                                            | Xudabao (Reattore 3)            | 1200               | VVER1200  | 28 luglio 2021     | 2026                               | 2026                              |                  |
| 12                                            | Zhangzhou (Reattore 1)          | 1126               | Hualong 1 | 16 ottobre 2019    | 2024                               | 2024                              |                  |
| 13                                            | Zhangzhou (Reattore 2)          | 1126               | Hualong 1 | 4 settembre 2020   | 2025                               | 2025                              |                  |
| 14                                            | SANAO (Reattore 2)              | 1117               |           |                    |                                    |                                   |                  |
| 15                                            | Changjiang (Reattore 4)         | 1000               |           |                    |                                    |                                   |                  |
| 16                                            | LINGLONG (Reattore 1)           | 100                |           |                    |                                    |                                   |                  |
| 17                                            | Haiyang (Reattore 3)            | 1161               |           |                    |                                    |                                   |                  |
| 18                                            | Haiyang (Reattore 4)            | 1161               |           |                    |                                    |                                   |                  |
| 19                                            | Lianjiang (Reattore 1)          | 1224               |           |                    |                                    |                                   |                  |
| 20                                            | Lianjiang (Reattore 2)          | 1224               |           |                    |                                    |                                   |                  |
| 21                                            | Lufeng (Reattore 5)             | 1116               |           |                    |                                    |                                   |                  |
| 22                                            | Lufeng (Reattore 6)             | 1116               |           |                    |                                    |                                   |                  |
| 23                                            | Ningde (Reattore 5)             | 1200               |           |                    |                                    |                                   |                  |
| 24                                            | SANMEN (Reattore 3)             | 1163               |           |                    |                                    |                                   |                  |
| 25                                            | SANMEN (Reattore 4)             | 1163               |           |                    |                                    |                                   |                  |
| 26                                            | TIANWAN (Reattore 8)            | 1171               |           |                    |                                    |                                   |                  |
| 27                                            | XUDAPU (Reattore 3)             | 1200               |           |                    |                                    |                                   |                  |
| 28                                            | XUDAPU (Reattore 4)             | 1200               |           |                    |                                    |                                   |                  |
| 29                                            | XUDAPU (Reattore 1)             | 1000               |           |                    |                                    |                                   |                  |
| 30                                            | XUDAPU (Reattore 2)             | 1000               |           |                    |                                    |                                   |                  |
| 31                                            | Zhangzhou (Reattore 3)          | 1129               |           |                    |                                    |                                   |                  |
| 32                                            | Zhangzhou (Reattore 4)          | 1129               |           |                    |                                    |                                   |                  |
| Totale: 29 reattori per complessivi 20.574 MW |                                 |                    |           |                    |                                    |                                   |                  |

## Futuri e dismessi
Aggiornamento: gennaio 2021
| Reattori pianificati ed in fase di proposta |
| Totale programmati: 39 reattori per circa 43.000 MW Totale proposti: 168 reattori per circa 197.000 MW                                                              |
| Reattori dismessi |
| Nessuno |
| NOTE: - La normativa in vigore prevede la possibilità di sostituzione e/o aumento del parco reattori al termine del ciclo vitale degli impianti ancora in funzione. |